# لنز سیگما ۱۵۰میلی‌متر اف/۲٫۸ای‌پی‌اوماکرو ئی‌ایکس دی‌جی اچ‌اس‌ام
لنز سیگما ۱۵۰میلی‌متر اف/۲٫۸ای‌پی‌اوماکرو ئی‌ایکس دی‌جی اچ‌اس‌ام (به انگلیسی: Sigma 150mm f/2.8 APO Macro EX DG HSM lens) نام لنز دوربین عکاسی از نوع ثابت است که توسط شرکت سیگما تولید می‌شود. فاصلهٔ کانونی این لنز ۱۵۰ میلی‌متر، دیافراگم آن دارای ۹ تیغه و ضریب اف آن اف ۲٫۸ تا اف ۲۲ است. این لنز در ۲۰ژانویه ۰۸ میلادی تولید و عرضه شده‌است.